# Abzu (videojuego)
Abzû es un videojuego que simula buceo submarino para las plataformas Nintendo Switch, PlayStation 4 y Microsoft Windows. En el E3 2016, fue anunciada la fecha de lanzamiento, el 2 de agosto de 2016. En Nintendo Switch fue lanzado en noviembre de 2018.

## Historia y diseño
Abzû fue anunciado en una rueda de prensa en Sony Computer Entertainment's  2014 E3; el primer juego en desarrollo por la empresa desarrolladora "Giant Squid", fundada por el director de arte de los videojuegos Flower y Journey: Matt Nava. Solo se podrán utilizar las plataformas PS4 y Windows. El nombre deriva de las palabras sumerias ab (agua) y zu (conocer) – intencionado para interpretarse como "océano de sabiduría".

## Jugabilidad
El juego es un estilístico simulador de buceo con énfasis en explorar e interactuar de forma pacífica con los animales marinos. Una gran cantidad de comportamientos en los peces está incorporada en el juego; comportamientos predadores entre los peces también serán llevados a cabo. Se ha anticipado que el juego incorporará algunos elementos típicos de los juegos de rol como mejoras en el equipo. El progreso en el juego es lineal; no como un mundo abierto, sino a través de los diferentes entornos que han sido diseñados para ser explorados; las acciones ocurrirán en diferentes áreas del mar; incluyendo: Cavernas, profundas áreas de mar abierto, arrecifes de coral, ruinas submarinas, etc.